# Nationalbibliothek der Republik Argentinien

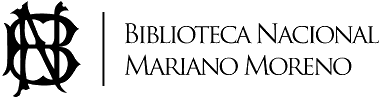
Logo der BNMM

Die Nationalbibliothek der Republik Argentinien (spanisch Biblioteca Nacional de la República Argentina) ist die größte Bibliothek in Argentinien und eine der wichtigsten in Amerika. Sie befindet sich im Stadtteil Recoleta der argentinischen Hauptstadt Buenos Aires. Seit 2013 trägt sie den Namen Biblioteca Nacional Mariano Moreno (BNMM).

## Geschichte

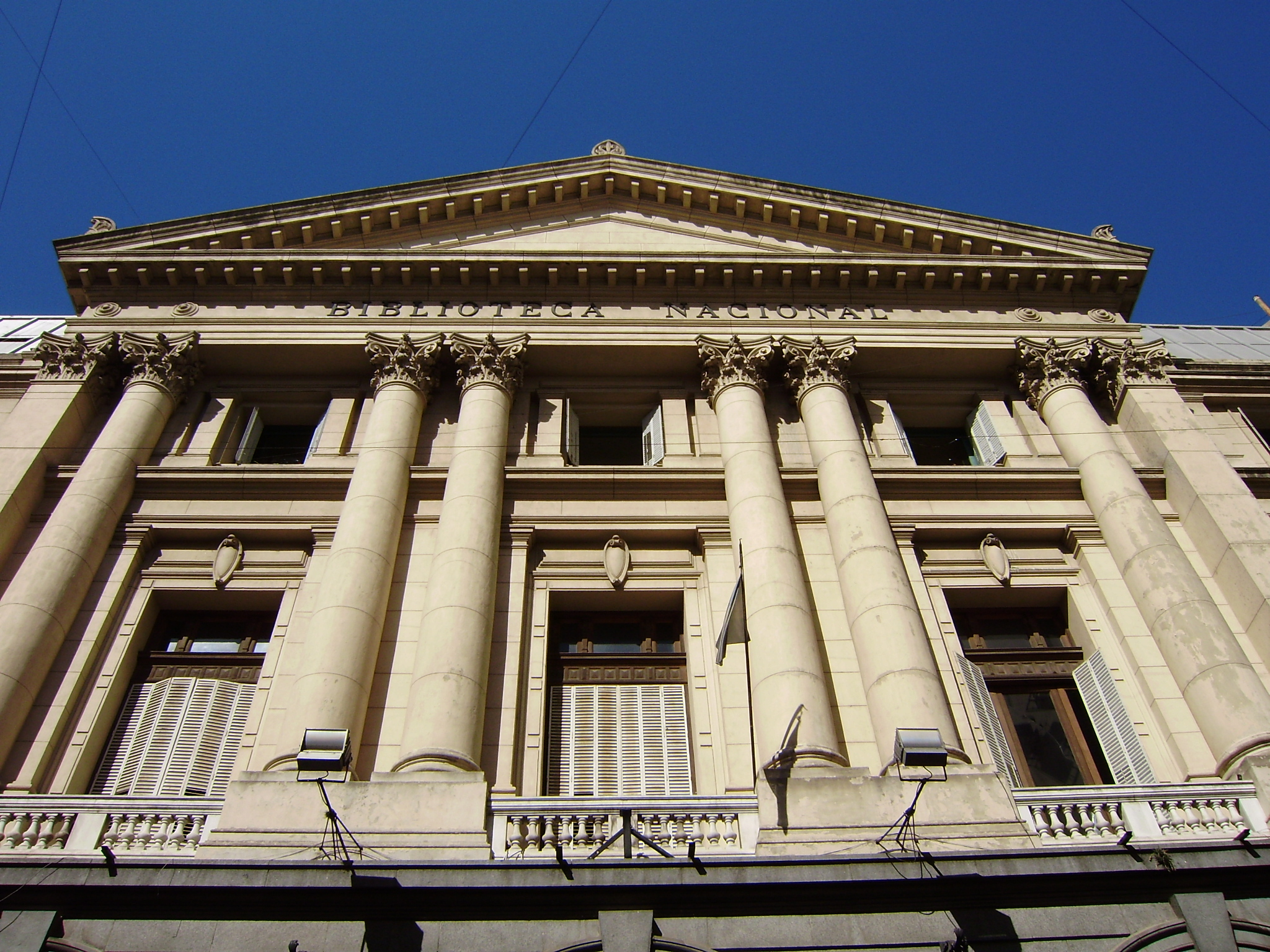
Das frühere Gebäude der Nationalbibliothek beherbergt heute das Centro Nacional de la Música

Die Bibliothek wurde 1810 als „Öffentliche Bibliothek von Buenos Aires“ (Biblioteca pública de Buenos Aires) gegründet und war in den ersten zwei Jahren ihres Bestehens im Cabildo untergebracht. 1884, vier Jahre nach der Ernennung von Buenos Aires zur argentinischen Hauptstadt, wurde sie zur Nationalbibliothek. Die offizielle Bezeichnung lautet seit 2013 Biblioteca Nacional Mariano Moreno.
Zu ihren Direktoren gehörten der in Frankreich aufgewachsene Paul Groussac (1848–1929), der 1865 nach Argentinien emigrierte und das Amt von 1885 bis zu seinem Tode 1929 innehatte. Seine Nachfolger waren von 1931 bis 1955 Gustavo Martínez Zuviría, bekannt unter dem Pseudonym Hugo Wast, und schließlich der berühmte Schriftsteller Jorge Luis Borges von 1955 bis 1973. Seit 2020 leitet Juan Sasturain die Nationalbibliothek.
Das heutige Gebäude mit Blick auf den Río de la Plata, im Stile des Brutalismus erbaut, wurde 1972 begonnen und nach 20-jähriger Bauzeit am 10. April 1992 eingeweiht. Die Architekten waren Clorindo Testa, Francisco Bullrich und seine Frau Alicia Cazzaniga de Bullrich. Sie respektierten die Baumschutzvorgabe, möglichst viel von dem Grundstück unbebaut zu lassen, damit nur so wenig alte Bäume wie unbedingt nötig gefällt werden mussten. Deshalb wurde das Erdgeschoss weitgehend freigelassen, der Lesesaal nach oben angehoben, und die Büchermagazine wurden in drei unterirdische Kellergeschosse verlegt.
Zum Zeitpunkt des Umzugs in das neue Gebäude war der Bau zu einem großen Teil schon Jahrzehnte alt und dementsprechend eigentlich wieder sanierungsbedürftig – ein Umstand, der sich bis heute in Mängeln und immer wieder auftretenden Schäden der Gebäudetechnik niederschlägt. Außerdem liegt das Gebäude an einem Hang, der zum Río de la Plata abfällt, was bei Hochwasser oder starkem Regen dazu führt, dass der unterste der drei Magazinkeller durch den Anstieg des Grundwasserspiegels gelegentlich teilweise geflutet und dadurch eine dauerhafte Lagerung von Bibliotheksgut in diesem Magazinbereich so gut wie unmöglich gemacht wird.
Die Bibliothek verfügt über rund 20 Inkunabeln, darunter ein Exemplar von De civitate Dei des heiligen Augustinus sowie zwei Exemplare der Göttlichen Komödie von Dante Alighieri.

## Aufbau und Bestände

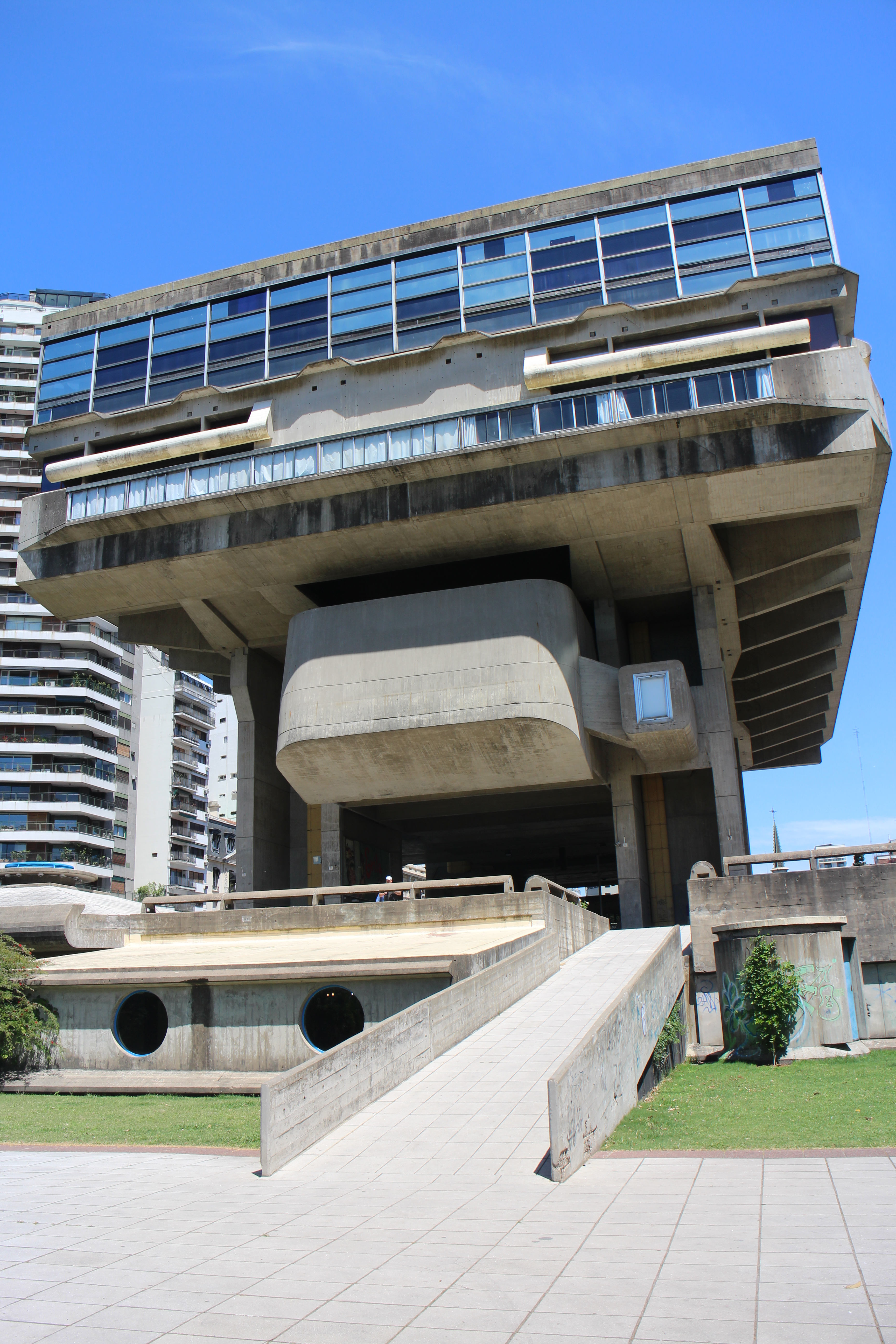
Argentinische Nationalbibliothek (2013)

Die Nationalbibliothek ist neben der Direktion und Verwaltung in die Bereiche Monografien, Zeitungen und Zeitschriften, Mediathek, Foto- und Kartenabteilung sowie eine Verschluss- und Rara-Abteilung geteilt. Die Monografien und Periodika befinden sich im Kellermagazin, Sondersammlungen in eigenen Magazinräumen der oberen Stockwerke.
Da das in der Nationalbibliothek eingehende Material seit ihrer Gründung nicht einheitlich inventarisiert wurde und zur bibliografischen Verzeichnung im Laufe der Zeit über 70 verschiedene Zettelkataloge und Datenbanken angelegt wurden, lassen sich nur schwer konkrete Angaben über den quantitativen Umfang der Bestände machen. Seit Ende Juli 2006 ist bekannt, dass die Anzahl Monografien bei einer Größenordnung von 750.000 Bänden liegt.
Aufgrund des nur sehr geringen Erwerbungsetats der Nationalbibliothek kommt der überwiegende Teil des Materials per Tausch und Geschenk, in Form von Nachlässen oder über das argentinische Pflichtexemplarrecht in die Bibliothek. Die Bibliothek erhält nur rund ein Drittel der abzugebenden Publikationen. Die Abgabekontrolle wurde an die argentinischen Buchhandelskammer übertragen und viele der Verlage halten sich nicht an das Pflichtexemplargesetz. Da die Buchhandelskammer gleichzeitig die ISBN und ISSN festlegt, hat die Nationalbibliothek keinen genauen Überblick über die Buchproduktion und kann das Material nicht systematisch einfordern. Zur Lösung dieses Problems wurde ein Programm aufgelegt, in dem durch Kauf oder Schenkungsverhandlungen mit den Verlagen die Bestandslücken geschlossen werden sollen.
Seit August 2006 steht den Benutzern für die Monografien ein einheitlicher OPAC zur Verfügung, der die Recherche und die Bestellung sehr erleichtert.